# Durro
Durro es una localidad del municipio de Valle de Bohí en la comarca del Alta Ribagorza en la provincia de Lérida, en la comunidad autónoma de Cataluña, España. 
Está situado a 1384 metros de altitud en la falda de la sierra de Corruco. En su término confluyen el río Durro (afluente del Noguera de Tor) y el arroyo barranco Cortina. Tiene un extenso caserío de arquitectura popular con tejados de pizarra.
En durro nació Ramón Iglesias y Navarri obispo de Urgel y copríncipe de Andorra 
Está catalogado como Uno de Los Pueblos Más Bonitos de España desde el año 2023 y pertenece desde entonces a la asociación homónima. 

## Descripción

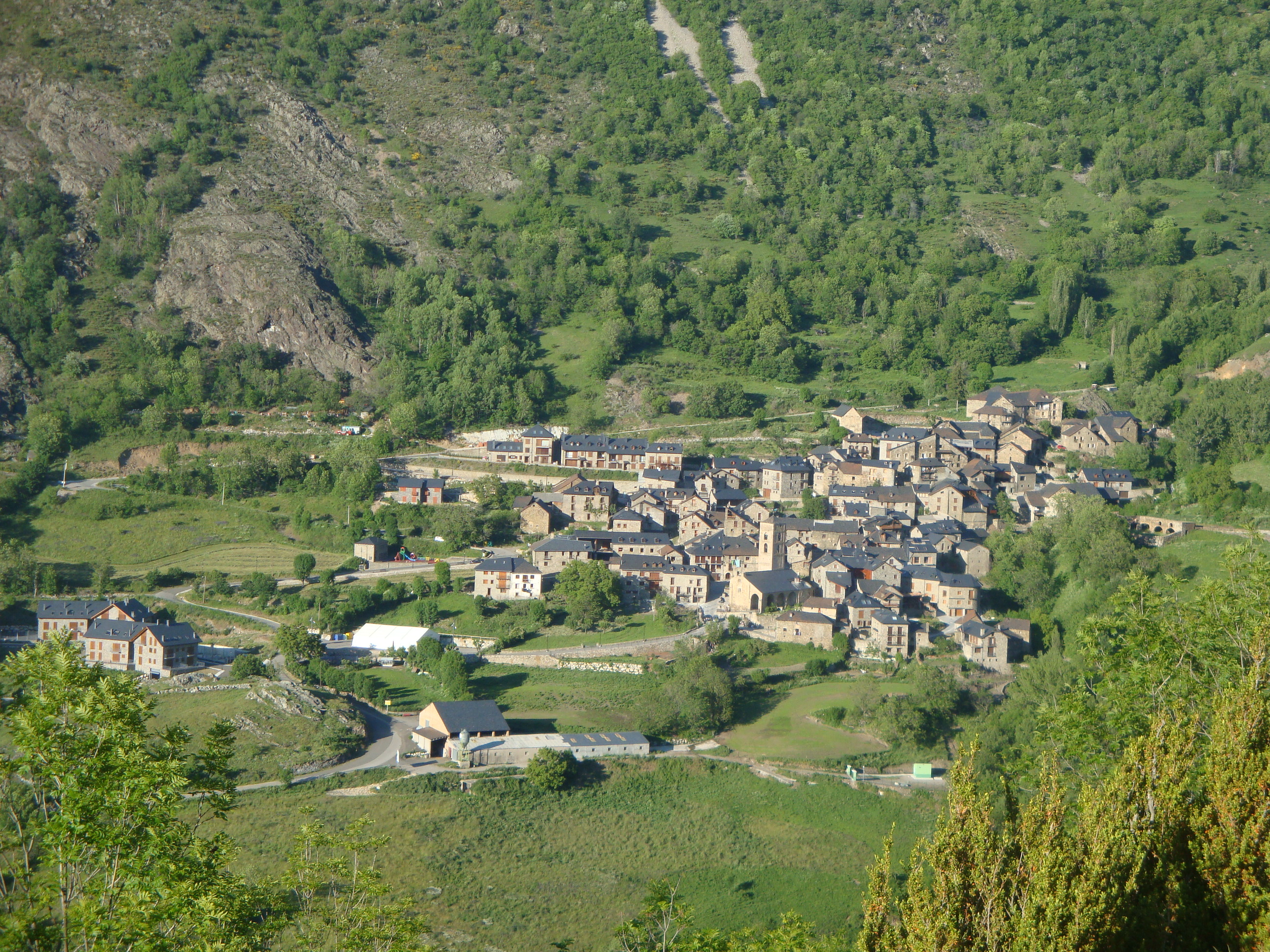
Vista general de Durro.

Fue municipio independiente hasta 1965 cuando quedó integrado en el de Valle de Bohí con cabecera en Barruera. Su nombre es de origen vasco, quizás derivado del nombre vascuence del avellano. Aparece citada por primera vez en documentos de 1064. A principios del siglo XI dejó de depender del condado de Ribagorza y pasó a hacerlo del de Pallars. Durante la Edad Media, al igual que el resto del Valle de Boí, perteneció a los condes de Erill quienes mantuvieron su señoría hasta el fin del Antiguo Régimen.
Durante la primera semana del mes de junio el pueblo celebra sus fiestas de un modo peculiar. Son las conocidas como fallas de Durro en las que el fuego es el principal elemento y que tiene un simbolismo de elemento purificador. Aunque esta tradición se celebra en todo el valle, las fallas de Durro recuerdan una antigua tradición en la que los hombres daban las gracias por las buenas cosechas recibidas.
Las llamadas fallas son antorchas realizadas en madera de pino. Los hombres del pueblo descienden con las antorchas encendidas desde la ermita de Sant Quirc. Van guiados por el fadrí major y seguidos por el séquito. El descenso suele ser serpenteante lo que da vistosidad a la fiesta. Una vez llegados al pueblo, la fiesta culmina con una comida y un baile popular.

## Demografía
| Gráfica de evolución demográfica de Durro entre 1842 y 1960 |
| |
| Población de derecho según los censos de población del INE Población de hecho según los censos de población del INEEntre el censo de 1857 y el anterior, crece el término del municipio porque incorpora a 255346 (Serrais) Entre el censo de 1970 y el anterior, este municipio desaparece porque se integra en el municipio 25043 (Barruera) |

## Iglesia de la Natividad
La iglesia parroquial de la Natividad (Nativitat) pertenece al románico lombardo, como el resto de iglesias rurales de la zona de este valle. Probablemente fue erigida por los mismos maestros que construyeron las demás iglesias.
En las afueras del pueblo se encuentra la ermita de San Quirce (Sant Quirze), a una altitud de 1498 m, con fácil acceso a través de una pista forestal.

## Símbolos

Escudo heráldico del antiguo municipio de Durro.

Durro disponía de escudo heráldico que estuvo en vigencia hasta 1965, cuando desapareció el antiguo término para incorporarse al nuevo de Valle de Boí.
«De azur, un león de gules ribeteado de oro.»